# LNA Apertura 2015
La Liga Nacional de Ascenso Apertura 2015, fue la inicialización de la temporada 2015-16 de la segunda división de Panamá. Buscando mayor competencia y que los equipos tengan más posibilidades de obtener puntos se cambió del formato de grupos al de todos contra todos.
Este torneo arrancó el viernes 24 de julio de 2015 y el ganador fue el Santa Gema FC que superó al Deportivo Municipal San Miguelito en tanda de penales en el partido final disputado el sábado 29 de noviembre de 2015 en el Estadio Maracaná, y el mismo obtiene medio boleto para disputar la próxima temporada en la categoría máxima del fútbol nacional.

## Equipos
| \| Equipo \| Ciudad \| \| --------------------------------- \| ------------------ \| \| NY Colon \| Colón \| \| SD Panamá Oeste \| Arraiján \| \| CAI de la Chorrera \| Chorrera \| \| CD Centenario \| Penonomé \| \| Colón C3 \| Ciudad de Colón \| \| Club Deportivo Vista Alegre \| Arraiján \| \| Deportivo Municipal San Miguelito \| Panamá \| \| Tierra Firme F.C. \| San Miguelito \| \| Río Abajo FC \| Panamá \| \| SUNTRACS \| San Miguelito \| \| Atlético Veragüense \| Veraguas \| \| Santa Gema FC \| Arraijan \| \| Chiriquí Occidente \| Chiriquí Occidente \| \| Costa del Este FC \| Panamá \| - En cursiva ganador de la Copa Rommel Fernández 2014-15. |                    |
| Equipo | Ciudad             |
| NY Colon | Colón              |
| SD Panamá Oeste | Arraiján           |
| CAI de la Chorrera | Chorrera           |
| CD Centenario | Penonomé           |
| Colón C3 | Ciudad de Colón    |
| Club Deportivo Vista Alegre | Arraiján           |
| Deportivo Municipal San Miguelito | Panamá             |
| Tierra Firme F.C. | San Miguelito      |
| Río Abajo FC | Panamá             |
| SUNTRACS | San Miguelito      |
| Atlético Veragüense | Veraguas           |
| Santa Gema FC | Arraijan           |
| Chiriquí Occidente | Chiriquí Occidente |
| Costa del Este FC | Panamá             |

### Cambios de Nombres
- Millenium UP a Deportivo Municipal San Miguelito

## Tabla General
|  |     | Equipos de fútbol                 | PJ | Pts |
|  | --- | --------------------------------- | -- | --- |
|  | 1.  | Santa Gema FC                     | 13 | 29  |
|  | 2.  | SD Panamá Oeste                   | 13 | 25  |
|  | 3.  | SUNTRACS FC                       | 13 | 21  |
|  | 4.  | Río Abajo FC                      | 13 | 20  |
|  | 5.  | Costa del Este FC                 | 13 | 20  |
|  | 6.  | CAI de la Chorrera                | 13 | 20  |
|  | 7.  | Deportivo Municipal San Miguelito | 13 | 19  |
|  | 8.  | CD Centenario [*]                 | 13 | 18  |
|  | 9.  | Tierra Firme FC                   | 13 | 18  |
|  | 10. | NY FC                             | 13 | 16  |
|  | 11. | Colón C-3                         | 13 | 12  |
|  | 12. | Chiriquí Occidente FC             | 13 | 11  |
|  | 13. | Atlético Veragüense               | 13 | 9   |
|  | 14. | CD Vista Alegre                   | 13 | 7   |

 Nota: 
- [*] CD Centenario fue Descalificado y Tierra Tirme Paso por esto

## Fase Final
|  | Cuartos de final                             | Cuartos de final                             | Cuartos de final                             |   |                                   | Semifinales                      | Semifinales                      | Semifinales                      |  |  | Final           | Final           | Final           |
|  | 24/25 de septiembre - 31 sept/1 de noviembre | 24/25 de septiembre - 31 sept/1 de noviembre | 24/25 de septiembre - 31 sept/1 de noviembre |   |                                   | 8 de noviembre - 14 de noviembre | 8 de noviembre - 14 de noviembre | 8 de noviembre - 14 de noviembre |  |  | 22 de noviembre | 22 de noviembre | 22 de noviembre |
|  |                                              |                                              |                                              |   |                                   |                                  |                                  |                                  |  |  |                 |                 |                 |
|  | Río Abajo FC                                 | 2                                            | 1                                            |   |                                   |                                  |                                  |                                  |  |  |                 |                 |                 |
|  | Costa del Este FC                            | 0                                            | 2                                            |   |                                   |                                  |                                  |                                  |  |  |                 |                 |                 |
|  | Costa del Este FC                            | 0                                            | 2                                            |   | Río Abajo FC                      | 0                                | 0                                |                                  |  |  |                 |                 |                 |
|  |                                              |                                              |                                              |   | Río Abajo FC                      | 0                                | 0                                |                                  |  |  |                 |                 |                 |
|  |                                              | Santa Gema FC                                | 1                                            | 2 |                                   |                                  |                                  |                                  |  |  |                 |                 |                 |
|  | Tierra Firme FC                              | Santa Gema FC                                | 1                                            | 2 | 0                                 | 1                                |                                  |                                  |  |  |                 |                 |                 |
|  | Tierra Firme FC                              |                                              |                                              |   | 0                                 | 1                                |                                  |                                  |  |  |                 |                 |                 |
|  | Santa Gema FC                                | 0                                            | 1                                            |   |                                   |                                  |                                  |                                  |  |  |                 |                 |                 |
|  |                                              |                                              |                                              |   |                                   |                                  |                                  |                                  |  |  | Santa Gema FC   | 2               | (3)             |
|  |                                              |                                              | Deportivo Municipal San Miguelito            | 2 | (2)                               |                                  |                                  |                                  |  |  |                 |                 |                 |
|  | Deportivo Municipal San Miguelito            | 1                                            | 2                                            |   |                                   |                                  |                                  |                                  |  |  |                 |                 |                 |
|  | SD Panamá Oeste                              | 0                                            | 1                                            |   |                                   |                                  |                                  |                                  |  |  |                 |                 |                 |
|  | SD Panamá Oeste                              | 0                                            | 1                                            |   | Deportivo Municipal San Miguelito | 3                                | 3                                |                                  |  |  |                 |                 |                 |
|  |                                              |                                              |                                              |   | Deportivo Municipal San Miguelito | 3                                | 3                                |                                  |  |  |                 |                 |                 |
|  |                                              | SUNTRACS FC                                  | 3                                            | 1 |                                   |                                  |                                  |                                  |  |  |                 |                 |                 |
|  | CAI de la Chorrera                           | SUNTRACS FC                                  | 3                                            | 1 | 0                                 | 1                                |                                  |                                  |  |  |                 |                 |                 |
|  | CAI de la Chorrera                           |                                              |                                              |   | 0                                 | 1                                |                                  |                                  |  |  |                 |                 |                 |
|  | SUNTRACS FC                                  | 0                                            | 1                                            |   |                                   |                                  |                                  |                                  |  |  |                 |                 |                 |

## Campeón
|                         |
| Panamá                  |
| Santa Gema FC 1º título |